# Église Saint-Pierre-et-Saint-Paul de Bréel
Pour les articles homonymes, voir Église Saint-Pierre-et-Saint-Paul.
L'église Saint-Pierre-et-Saint-Paul de Bréel est une église catholique située à Athis-Val de Rouvre, en France.

## Localisation
L'église est située dans le département français de l'Orne, dans le petit bourg de Bréel, commune déléguée de la commune nouvelle d'Athis-Val de Rouvre.

## Historique
La chapelle Corday, datant de la fin du XVe siècle, est inscrite au titre des monuments historiques depuis le 19 juillet 1926.

## Architecture
L'église Saint-Pierre-et-Saint-Paul de Bréel (XVIe siècle) dont la chapelle de Corday, formant le transept sud, datant de la fin du XVe siècle, est inscrite au titre des monuments historiques depuis le 19 juillet 1926. Cette chapelle était destinée à la sépulture de la famille seigneuriale des Corday et leur blason y figure sur la croisée d'ogives. Une Vierge à l'Enfant à l'oiseau des environs de 1500 fait l'objet d'un classement à titre d'objet. Cette Vierge, sculptée sur bois, porte une couronne posée sur un voile court masquant sa chevelure. Marie est vêtue d'un manteau à galon brodé retenu sur ses épaules par une double lanière et d'une robe à décolleté et corsage ajouré. L'enfant Jésus, assis bien droit sur son bras gauche, porte un ample vêtement qui découvre sa jambe gauche dont le pied repose dans la main droite de Marie. Il tient un oiseau sur sa main droite et de l'autre présente une pomme. La Vierge est légèrement hanchée, ventre en avant. Cette sculpture polychrome ancienne est visible sous une peinture du XIXe siècle. 
À l'extérieur, la façade de la chapelle de Corday est ornée de granit ouvragé dont la figuration, unique dans l’Orne rappelle les ouvrages que l’on rencontre dans les enclos paroissiaux en Bretagne. Sur cette façade, au bas du gable, se trouvent deux bustes sculptés, l'un représentant un vivant et l'autre représentant un mort. Juste au-dessus, on peut lire l'inscription « Telz fusmes coe vo Tel seres coe no » qui veut dire « Nous avons été comme vous, vous serez comme nous ». À l'intérieur de l'église, des nervures courent le long de la voûte. Les ornements se composent de pendentifs, de culs-de-lampe, et de statues de saints soutenues par des consoles ornées.

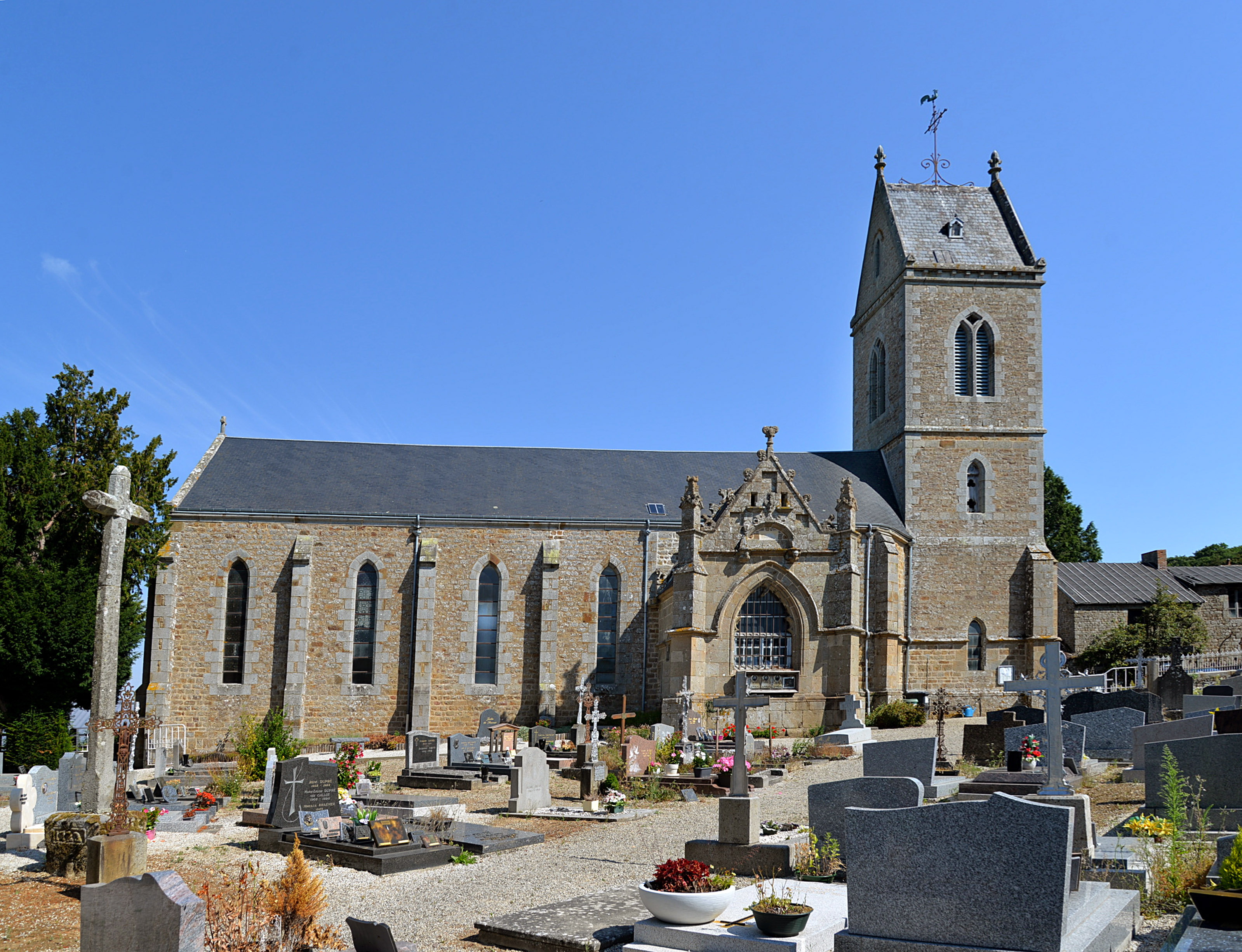
L’église Saint-Pierre-et-Saint-Paul.
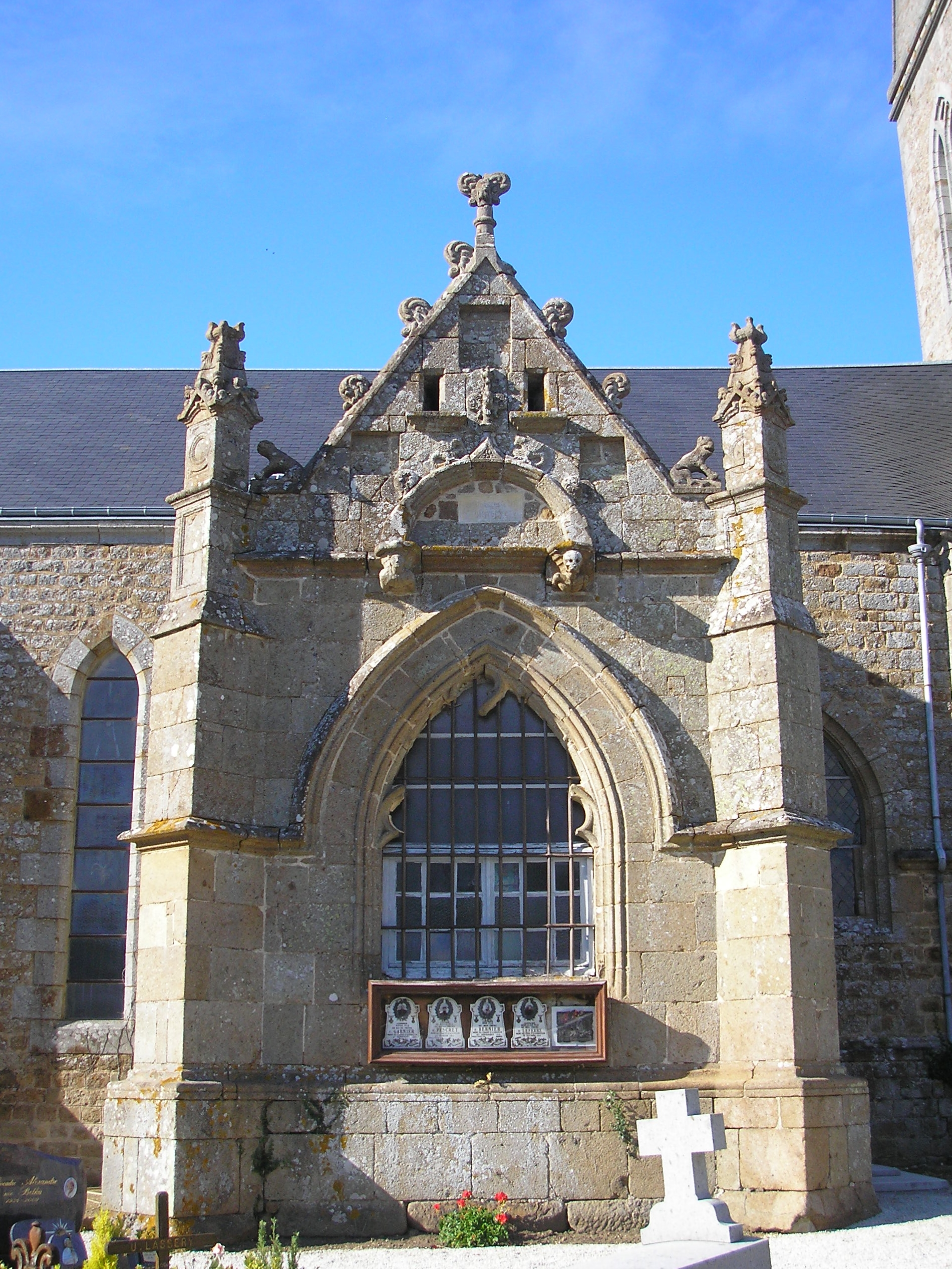
La chapelle Corday.
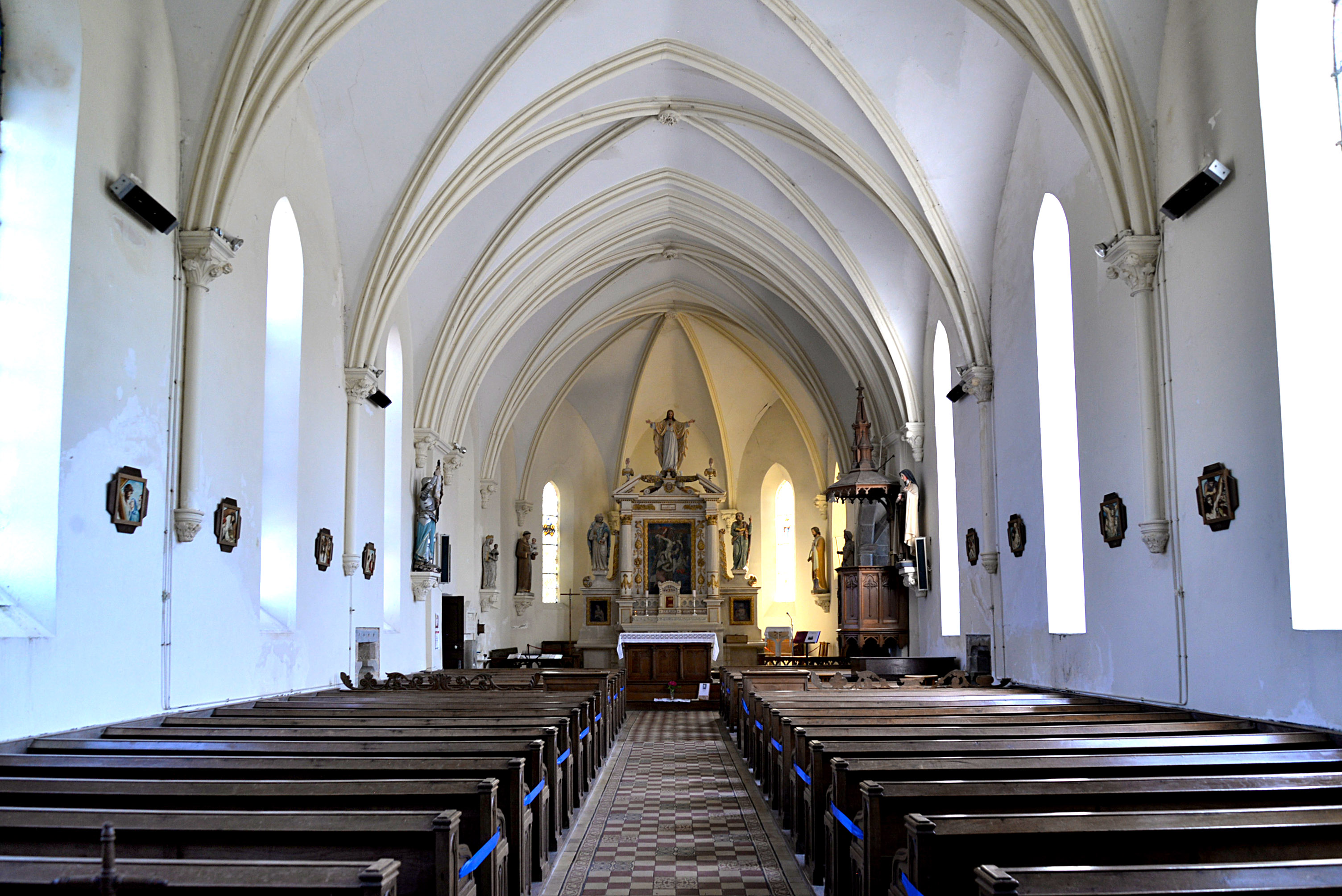
La nef de l’église Saint-Pierre-et-Saint-Paul.
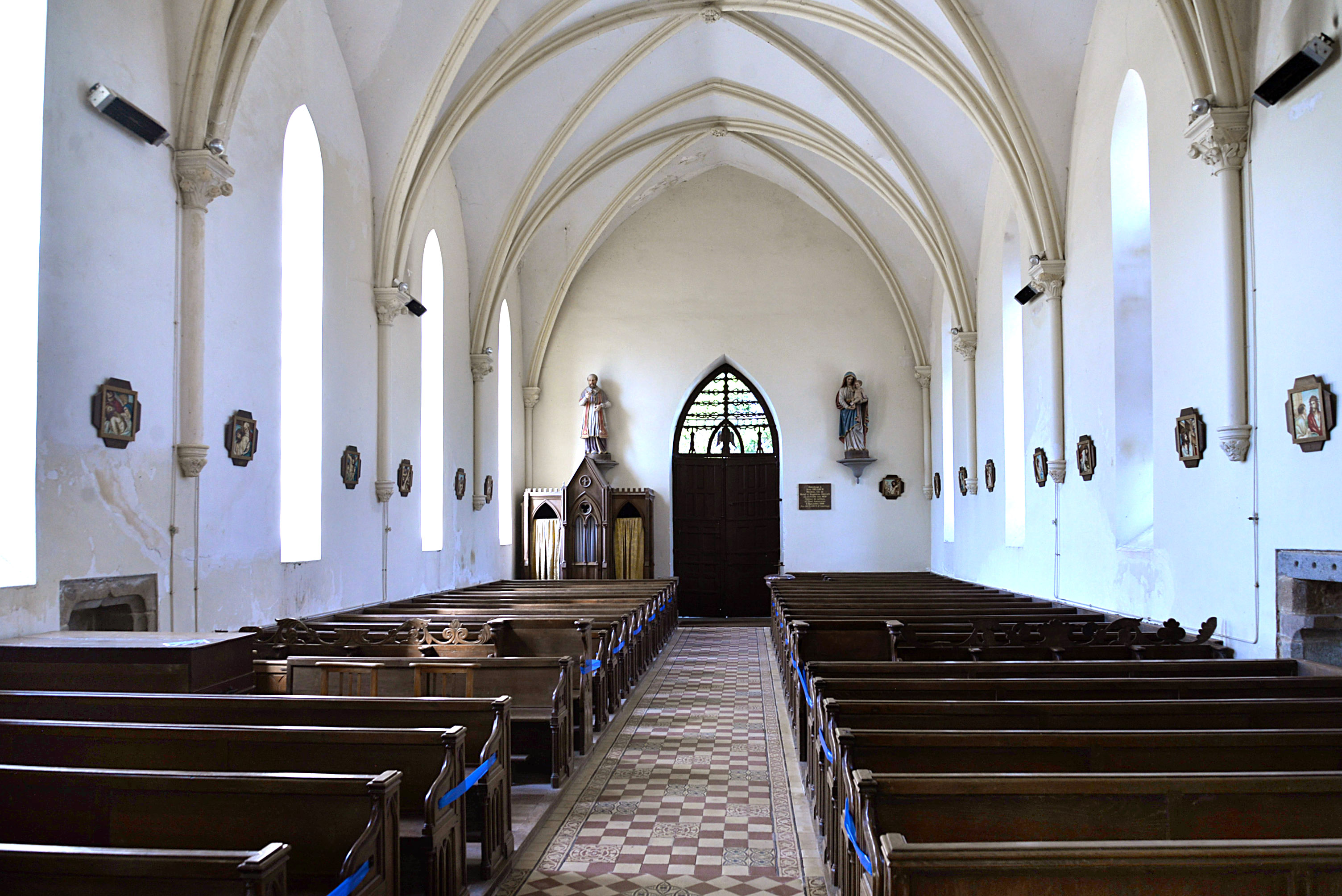
La nef depuis le chœur de l'église avec l'entrée principale à l'ouest.
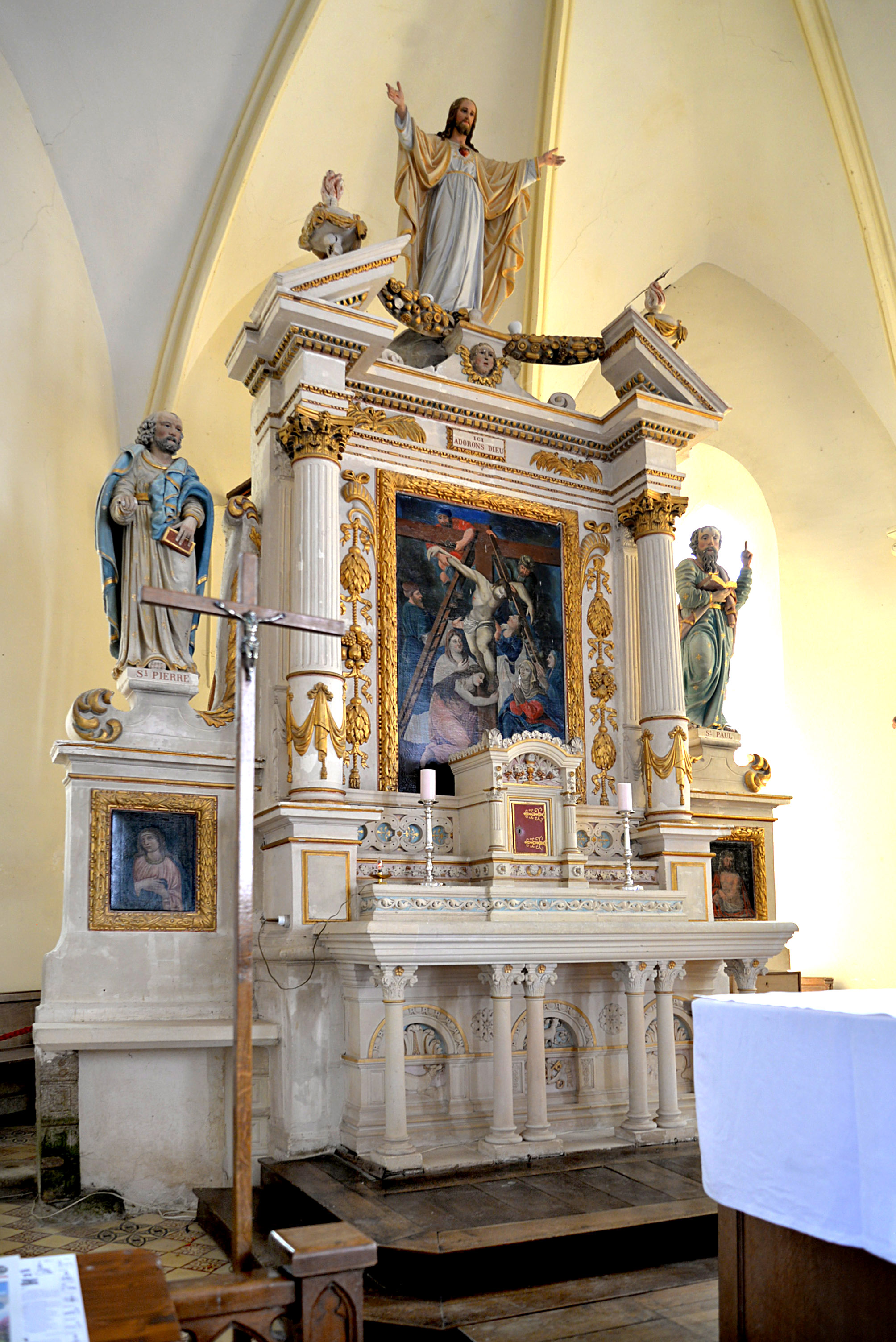
Le maître retable de l’église Saint-Pierre-et-Saint-Paul.
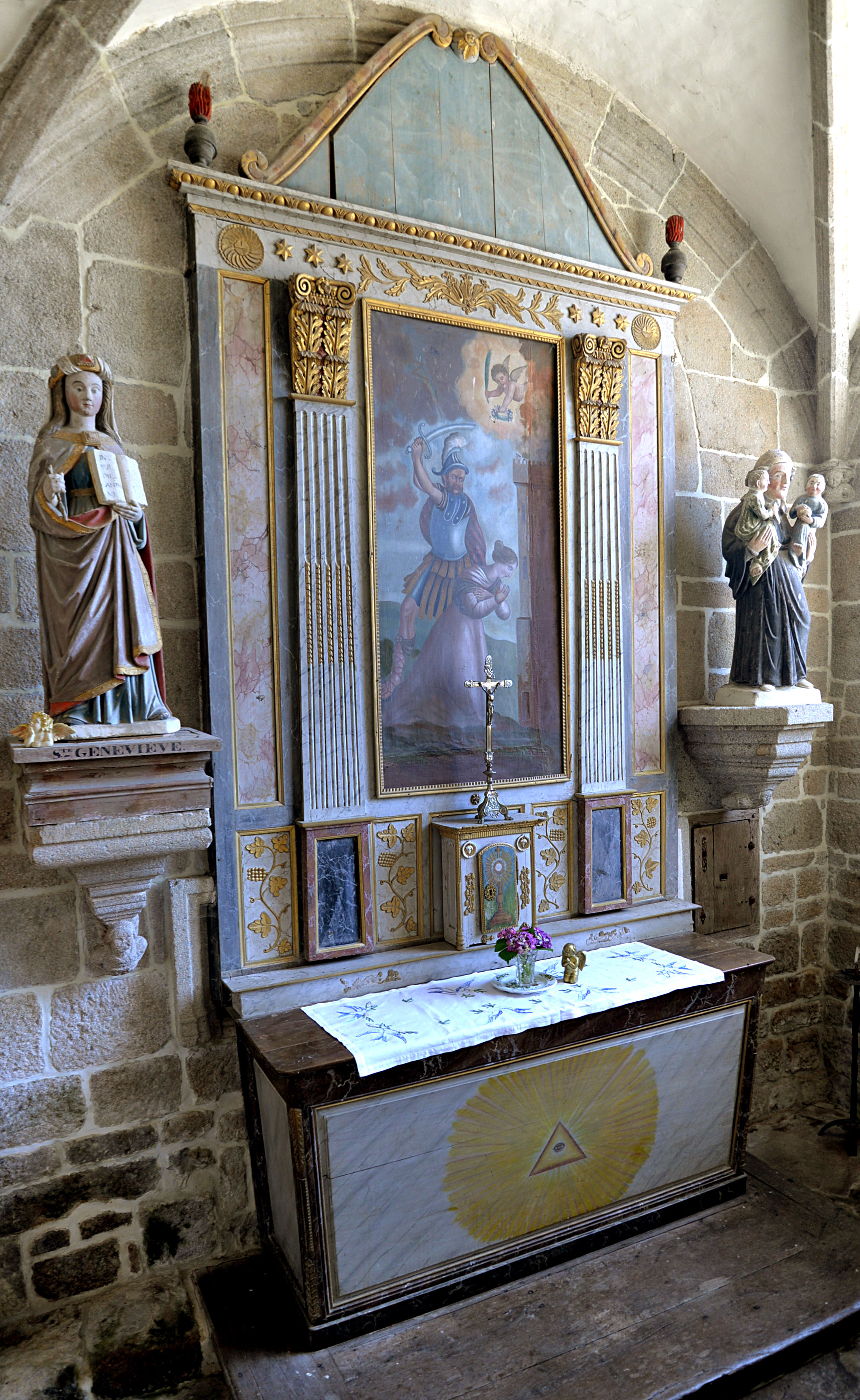
Le retable de la chapelle de Cordey de l'église Saint-Pierre-et-Saint-Paul.
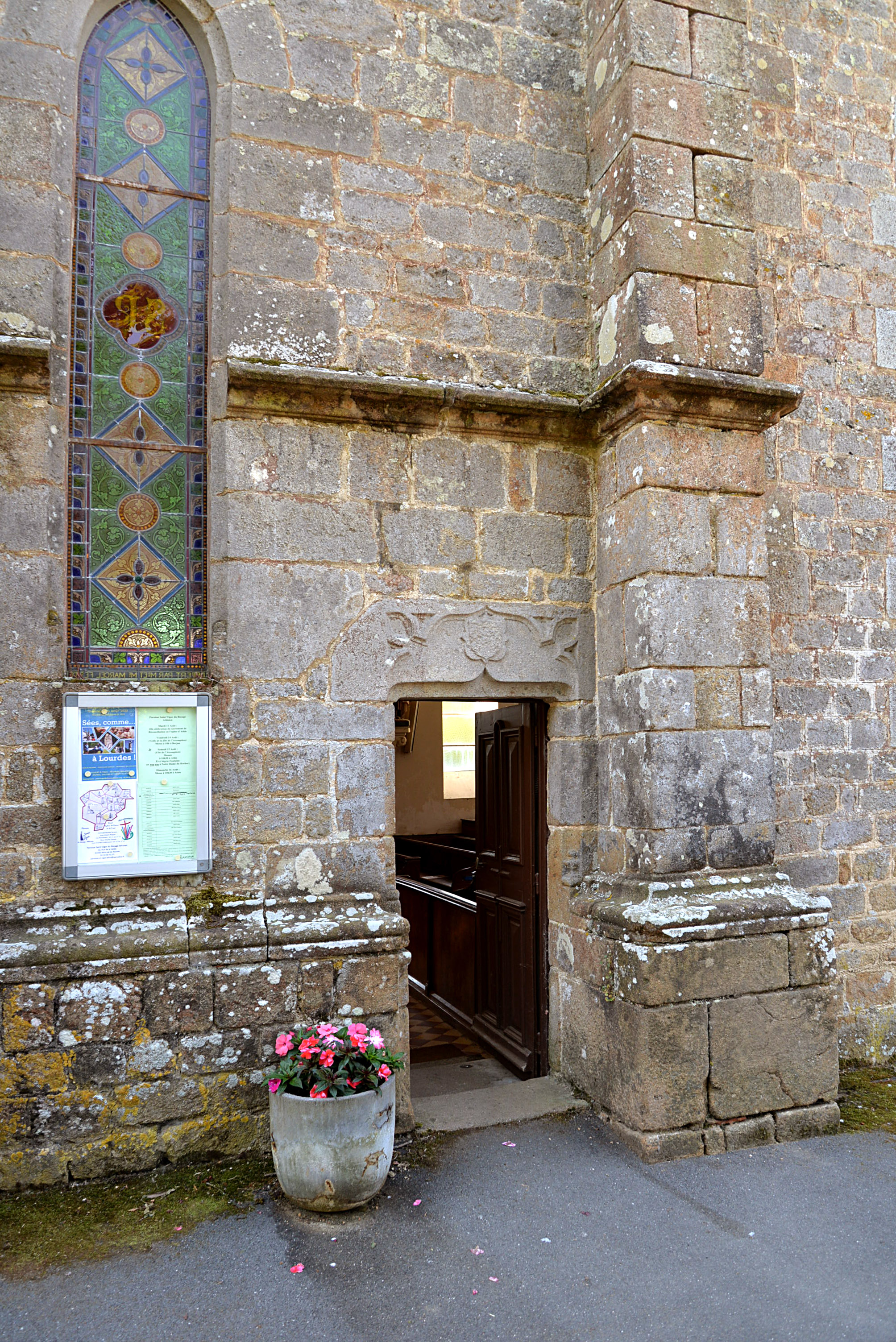
Porte latérale nord de l'église Saint-Pierre et Saint-Paul de Bréel.